# Nina Hasvoll
Nina Hasvoll, aussi orthographié Nina Hasvold, née Nina Hackel le 1er janvier 1910 à Saint-Pétersbourg, dans l'Empire russe et morte le 1er novembre 1999, est une psychanalyste norvégienne. Elle devient Juste parmi les nations pour avoir organisé le sauvetage d'enfants juifs depuis la Norvège.

## Biographie et œuvre
Nina Hackel, née à Saint-Pétersbourg, émigre en Allemagne avec sa famille en 1918 à cause de la Révolution russe. À Berlin, elle fréquente le séminaire socio-pédagogique du Verein Jugendheim à Berlin-Charlottenburg, et de 1931 à 1936, elle complète sa formation à l'Institut psychanalytique de Berlin. Elle suit elle-même une psychanalyse auprès de la psychanalyste allemande Adelheid Fuchs-Kamp (de) et, comme Nic Waal, elle participe au Kinderseminar dirigé par Otto Fenichel et Harald Schultz-Hencke, où de jeunes analystes se retrouvent pour des discussions informelles.
Hasvoll fuit le nazisme, part en France puis émigre en Norvège en 1936, où, avec Nic Waal, elle se forme à l'analyse de caractère à Oslo et fait partie du cercle de Wilhelm Reich. Elle a le statut de réfugiée juive, mais obtient un permis de séjour en Norvège grâce à son mariage avec le journaliste Bertold Hasvoll, dont elle divorce en 1943.

## Foyer pour enfants en Norvège et en Suède
En 1938, Nina Hasvoll reprend la gestion d'un foyer pour enfants créé par la communauté juive d'Oslo, foyer qui avait accueilli des enfants juifs d'Autriche et de Prague. Lorsque la persécution organisée des Juifs commence avec l'occupation de la Norvège, elle a déjà prévu et préparé la fuite des enfants en Suède. L'évasion des enfants en 1942 se fait en deux groupes, avec l'aide de Nic Waal et Martin Solvang qui se chargent d'emmener les enfants dans leurs voitures près de la frontière ; à partir de là, des habitants du lieu les accompagnent à pied, à travers la neige et un paysage difficilement praticable, jusqu'à la frontière suédoise. Avec l'aide de la communauté juive de Göteborg, les enfants sont placés dans une villa de la ville d'Alingsås. Soutenue par deux aides ménagères norvégiennes, Nina Hasvoll dirige le foyer sous le nom de Foyer d'Enfants Engabo.

Une représentation simplifiée de la médaille décernée aux Justes parmi les Nations.

L'un des enfants sauvés est le médecin norvégien Berthold Grünfeld (de), dont la fille, la cinéaste Nina Grünfeld, réalise le documentaire Ninas barn (Les enfants de Nina) qui relate cette opération de sauvetage.
Le 20 mars 2006, le Mémorial de Yad Vashem honore Nina Hasvoll, Nic Waal, Martin Solvang, Gerda Tanberg, Ola Rauken et Ola Breisjoberget en leur décernant le titre de Justes parmi les Nations. Après la fin de la guerre, Nina Hasvoll part au Danemark avec son mari Peter Meyer.
Elle est admise au Dansk-Norsk Psykoanalytiska Förening en tant que membre associé en 1951, et exerce comme psychanalyste à Copenhague.